# Takuya Yamada (Fußballspieler)
Takuya Yamada (japanisch 山田 卓也, Yamada Takuya; * 24. August 1974 in der Präfektur Tokio) ist ein japanischer ehemaliger Fußballspieler.

## Nationalmannschaft
2003 debütierte Yamada für die japanische Fußballnationalmannschaft. Yamada bestritt vier Länderspiele. Mit der japanischen Nationalmannschaft qualifizierte er sich für die Asienmeisterschaft 2004.

## Errungene Titel

### Mit der Nationalmannschaft
- Asienmeisterschaft: 2004

### Mit seinen Vereinen
- Kaiserpokal: 2004